# Brian Patten
Brian Patten (Liverpool, 7 febbraio 1946) è un poeta e scrittore britannico.
È diventato famoso negli anni '60 come uno dei Liverpool Poets e scrive principalmente poesie liriche sui rapporti umani. Le sue opere famose includono: "Little Johnny's Confessions", "The irrelevant Song", "Vanishing Trick", "Emma's Doll", "Impossible Parents", tra gli altri.

## Biografia
Dopo aver frequentato la Sefton Park Secondary School, iniziò a lavorare come reporter, ma già all'epoca si dedicava alla scrittura di poesie. Le sue prime poesie sono apparse nel 1967 insieme a opere di Roger McGough e Adrian Henri nel decimo volume di Penguin Modern Poets 10 di straordinario successo con il titolo The Mersey Sound, per cui, a differenza di McGough e Henri, era più strettamente legato alla prima tradizione poetica inglese.
Le sue antologie più significative includono Notes to the Hurrying Man (1969), Walking Out: The Early Poems of Brian Patten (1970), The Unreliable Nightingale (1973), Love Poems (1981), Storm Damage (1988) e Grinning Jack (1990)).
In The Eminent Professors and the Nature of Poetry as Enacted Out Bey Members of the Poetry Seminar One Rainy Evening (1972), Patten, le cui poesie non furono mai accademicamente sentenziose, presentò le sue opinioni e le affermazioni del suo punto di vista letterario.
Nel 1983 ha pubblicato una nuova edizione rivista e ampliata del loro libro The Mersey Sound con Henri e McGough, ma ha anche lavorato con l'illustratore, fumettista e caricaturista Ralph Steadman. Oltre alle opere teatrali e alla letteratura per bambini e ragazzi come Gargling with Jelly (1985), ha scritto anche articoli su quotidiani come "The idyllic town that time forgot" su The Independent (2005) sul villaggio a maggioranza greca di Kayaköy in Turchia.
Alcuni dei suoi lavori come The Elephant and the Flower (1985), The Stolen Orange (1987) e Jumping Mouse (1987) di Uwe-Michael Gutzschhahn sono stati tradotto in lingua tedesca.

## Opere

### Pubblicazioni con altri
- The Mersey Sound (1967)

### Collezioni di poesie per adulti
- Little Johnny's Confession
- Notes to the Hurrying Man
- The Irrelevant Song
- Vanishing Trick
- Grave Gossip
- Love Poems
- Storm Damage
- Grinning Jack
- Armada
- Selected Poems
- Collected Love Poems
- The Projectionist's Nightmare
- Geography Lesson

### Libri per bambini
- The Elephant and the Flower
- Jumping Mouse
- Emma's Doll
- Gargling With Jelly
- Mr Moon's Last Case
- Jimmy Tag-Along
- Thawing Frozen Frogs
- Juggling With Gerbils
- The Story Giant
- Impossible Parents, illustrated by Arthur Robins (Walker Books, 1994), OCLC 31708253
- The Impossible Parents Go Green, illus. Robins (Walker, 2000)
- The Most Impossible Parents, illus. Robins (Walker, 2010)

### Come editore
- The Puffin Book of Utterly Brilliant Poetry
- The Puffin Book of Modern Children's Verse